# Jurij Łobanow
Jurij Tierientjewicz Łobanow (ros. Юрий Терентьевич Лобанов, ur. 29 września 1952 w Stalinabadzie, zm. 1 maja 2017 w Moskwie) – radziecki kajakarz, kanadyjkarz. Dwukrotny medalista olimpijski.
Brał udział w dwóch igrzyskach przedzielonych ośmioma latami przerwy (IO 72, IO 80). Na obu zdobywał medale w kanadyjkowej dwójce na dystansie 1000 metrów. W 1972 triumfował, a partnerował mu Vladas Česiūnas. W 1980 sięgnął po brąz. W latach 1971–1979 14 razy stawał na podium mistrzostw świata. Dziesięciokrotnie wywalczył złoto (C-2 500 m: 1974, 1975; C-2 1000 m: 1974, 1977, 1979; C-2 10000 m: 1973, 1974, 1975, 1977, 1979), dwukrotnie po srebro (C-2 500 m: 1971, C-2 1000 m: 1973) i również dwukrotnie po brązowe medale (C-2 500 m: 1977, C-2 1000 m: 1978). Był mistrzem ZSRR.
Został pochowany na Cmentarzu Mitińskim w Moskwie. 